# Флюпентиксол
Флюпентиксол (англ. Flupentixol, лат. Flupentixolum) — синтетичний лікарський засіб, що є похідним тіоксантену, та належить до групи антипсихотичних препаратів. Флюпентиксол застосовується як перорально, так і внутрішньом'язово. Флюпентиксол розроблений у лабораторії компанії «Lundbeck», та застосовується у клінічній практиці з 1965 року.

## Фармакологічні властивості
Флюпентиксол — синтетичний антипсихотичний препарат, що є похідним тіоксантену. Механізм дії препарату полягає у блокуванні центральних постсинаптичних дофамінових рецепторів D1 і D2-типів, а також альфа-1-адренорецепторів. Це призводить до значного зменшення симптомів психозу. Флюпентиксол також блокує серотонінові 5-HT2A-рецептори, та не діє на м-холінорецептори і на гістамінові рецептори. Препарат має також активуючу, антидепресивну та анксіолітичну дію. Флюпентиксол застосовується при психічних розладах, у тому числі шизофренії, які супроводжуються галюцинаціями, маренням, порушенням мислення та апатією, а також при депресіях з тривожністю та астенією, і при хронічних неврозах та психосоматичних розладах з депресією і астенією.

### Фармакокінетика
Флюпентиксол добре, але повільно всмоктується після перорального застосування, біодоступність препарату становить 40 %. Максимальна концентрація препарату досягається протягом 3–6 годин після прийому препарату. Флюпентиксол проходить через гематоенцефалічний бар'єр, через плацентарний бар'єр та виділяється в грудне молоко. Препарат метаболізується в печінці з утворенням неактивних метаболітів. Виводиться препарат із організму переважно з калом, незначна частина препарату виводиться з сечею. Період напіввиведення препарату становить 35 годин, для депо-форми становить у середньому 3 тижні.

## Покази до застосування
Флюпентиксол застосовують для лікування психічних розладів, у тому числі шизофренії, які супроводжуються галюцинаціями, маренням, порушенням мислення та апатією, а також при депресіях з тривожністю та астенією, і при хронічних неврозах та психосоматичних розладах з депресією і астенією.

## Побічна дія
При застосуванні флюпентиксолу найчастішими побічними ефектами є безсоння або сонливість, екстрапірамідні розлади, порушення функції печінки, нерідко спостерігається злоякісний нейролептичний синдром. Іншими побічними ефектами при застосуванні препарату є:
- Алергічні реакції — шкірний висип, свербіж шкіри, фотодерматоз, дерматит, задишка, шкірні алергічні реакції.
- З боку травної системи — нудота, блювання, запор або діарея, жовтяниця, метеоризм, зміна апетиту, сухість у роті або підвищення секреції слини, диспепсія, біль у животі.
- З боку нервової системи — сплутаність свідомості, запаморочення, судоми, головний біль, дискінезія або гіпокінезія, дистонія, розлади мови, паркінсонізм, акатизія, тремор, порушення зору, депресія, нервозність, збудження, суїцидальні думки та поведінка.
- З боку серцево-судинної системи — артеріальна гіпотензія, периферичні набряки, тромбози, тромбоемболія, припливи крові, тахікардіяя, подовження інтервалу QT на ЕКГ.
- З боку ендокринної системи — гінекомастія, галакторея, порушення менструального циклу, збільшення маси тіла, гіперглікемія або порушення толерантності до глюкози, підвищення секреції пролактину.
- З боку сечостатевої системи — зниження лібідо, затримка сечопуску, нетримання сечі, порушення еякуляції.
- З боку опорно-рухового апарату — біль у м'язах, ригідність м'язів.
- Зміни в лабораторних аналізах — лейкопенія, агранулоцитоз, тромбоцитопенія, нейтропенія.

## Протипокази
Флюпентиксол протипоказаний при підвищеній чутливості до препарату, при важкому пригніченні нервової системи, комі, колапсі, паркінсонізмі, токсичному агранулоцитозі, центральній гіпертермії, важких порушеннях функції печінки або нирок. Препарат застосовують з обережністю при вагітності та годуванні грудьми.

## Форми випуску
Флюпентиксол випускається у вигляді таблеток і драже по 0,0005; 0,001 і 0,005 г; розчину для перорального застосування у флаконах по 10 мл 10 % розчину; 2 % і 10 % олійного розчину в ампулах по 1 мл; 2 % водного розчину в ампулах по 2 мл і флаконах по 5 мл; 10 % водного розчину у флаконах по 5 мл.